# Björkången
Björkången är en sjö i Gävle kommun och Söderhamns kommun i Gästrikland och ingår i Skärjåns huvudavrinningsområde. Sjön har en area på 2,49 kvadratkilometer och ligger 59 meter över havet.

## Delavrinningsområde
Björkången ingår i det delavrinningsområde (676939-155989) som SMHI kallar för Utloppet av Björkången. Medelhöjden är 69 meter över havet och ytan är 15,7 kvadratkilometer. Räknas de 51 avrinningsområdena uppströms in blir den ackumulerade arean 239,65 kvadratkilometer. Avrinningsområdets utflöde Skärjån (Tönsån) mynnar i havet. Avrinningsområdet består mestadels av skog (75 procent). Avrinningsområdet har 2,72 kvadratkilometer vattenytor vilket ger det en sjöprocent på 17,3 procent.